# Linda Olsson (friidrottare)
Linda Olsson, född 21 augusti 1972, är en svensk före detta friidrottare som tävlade på kort- och medeldistans. Hon utsågs år 2003 till Stor Grabb/tjej nummer 471.

## Personliga rekord
| Utomhus - 200 meter – 26,90 (Vellinge 17 augusti 2003) - 400 meter – 54,32 (Helsingfors, Finland 2 september 2000) - 800 meter – 2:02,06 (Växjö 8 augusti 1998) - 800 meter – 2:03,33 (Tammerfors, Finland 10 juli 2002) - 1 500 meter – 4:24,78 (Luleå 5 augusti 1994) - 1 500 meter – 4:29,19 (Växjö 26 augusti 2001) - 1 500 meter – 4:36,36 (Stockholm 5 juli 1993) | Inomhus - 60 meter – 7,97 (Faluns 9 januari 1999) - 400 meter – 57,33 (Sätra 27 januari 1999) - 800 meter – 2:05,79 (Stockholm 15 februari 2001) |